# 수식어
언어학에서 수식어(modifier, 수정어)는 구문 구조나 절 구조에서 선택적인 요소로 구조에서 다른 요소의 의미를 수정(modify)한다. 예를 들어, 형용사 "red"는 명사구 "red ball"에서 수정어 역할을 하여 특정 공을 지칭하는 것에 대한 추가 세부 정보를 제공한다. 마찬가지로 부사 "quickly"는 동사구 "run quickly"에서 수정어 역할을 한다. 수정(modification)은 서술어 및 참고(reference)와 동등한 언어 기능의 상위 영역(high-level domain)으로 간주될 수 있다.

## 같이 보기
- 한정어
- 한정사
- 통사론